# 헤로필로스

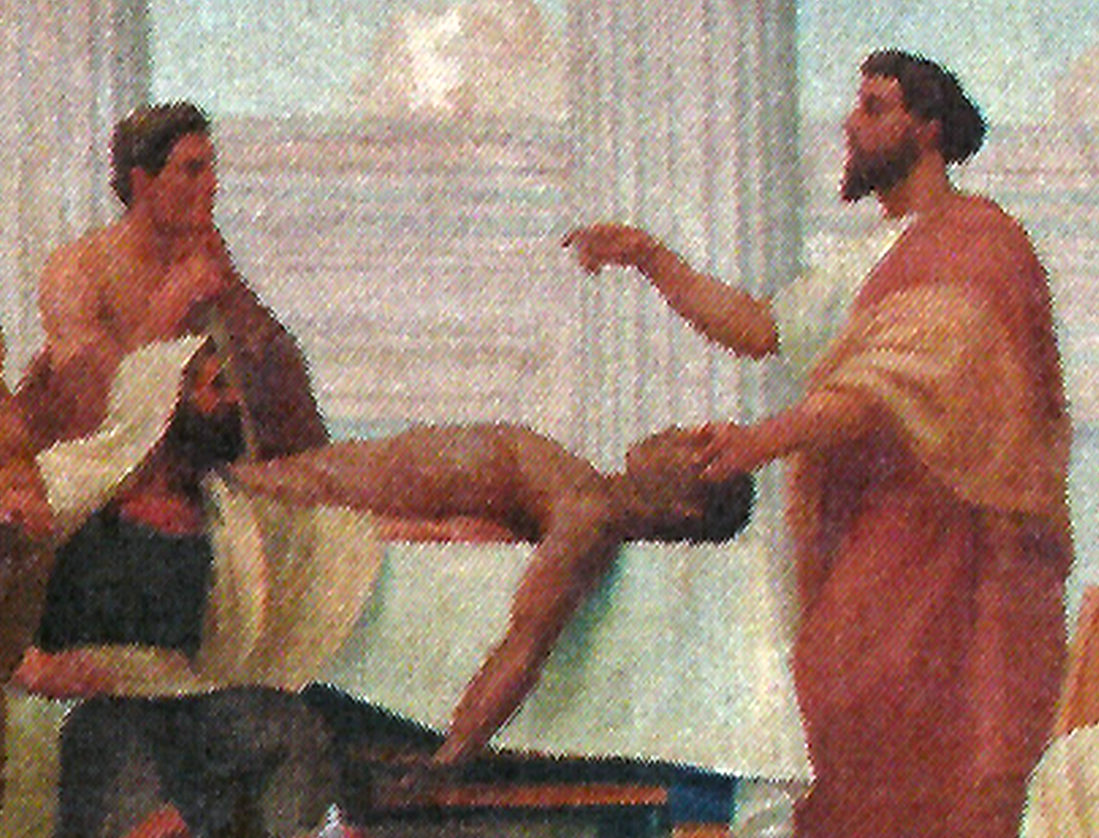
해부학을 가르치는 헤로필로스. 1906년 그림.

헤로필로스(그리스어: Ἡρόφιλος, 기원전 335년 - 기원전 280년)는 고대 그리스의 의학자로, 최초의 해부학자로 알려져있는 인물이다. 소아시아 칼케돈(현재의 튀르키예 카디쾨이)에서 태어나 알렉산드리아에서 주로 활동했다. 사람의 시체를 체계적으로 해부하고 아홉 편의 기록으로 남겼는데,현재는 모두 실전되었다. 테르툴리아누스에 따르면, 약 6백여구의 죄수를 살아있는 채로 해부했다고 한다. 허나 현대에는 과장이 섞인 수치로 본다. 해부학의 아버지라고 불리기도 한다.

## 생애
기원전 335년경 소아시아의 칼케돈에서 태어났다. 이후 알렉산드리아로 가기까지의 삶에 대해서는 알려진 바가 없다. 헤로필로스는 알렉산드리아에서 사람을 대상으로 하는 해부학 실습에 전념하였다. 이때 공개된 장소에서 해부하며 대중들에게 신체에 대해 설명하기도 했다. 에라시스트라토스와 함께 알렉산드리아 의학교를 설립해 당시 지중해 전역에서 명성을 얻었다. 아홉 편의 작품을 썼는데, 《맥박에 대해On Pulses》 에서는 심장에서 출발해 혈관을 타고 흐르는 혈액에 대해 적었고, 《산파술Midwifery》에서는 분만의 과정을 몇 단계로 나누어 기술하였다. 그러나 이 작품들은 모두 실전되었다. 갈레노스가 서기 2세기경에 쓴 글에서 헤로필로스의 저작을 인용한 덕분에 일부가 전해진다.
헤로필로스는 사람의 신체 해부를 체계적으로 진행한 최초의 인물이다. 당시 사람의 신체를 해부하는 것은 여러 지역에서 금기로 여겨졌는데, 알렉산드리아에서는 예외였다. 로마의 박물학자 아울루스 코르넬리우스 켈수스와 초대교회의 교부인 테르툴리아누스는 모두 그가 6백명 이상의 죄수를 살아있는 채로 해부했다고 적고 있다. 그러나 그가 정말 살아있는 사람을 해부했다면 '동맥에는 적은 양의 혈액만 있다'는 글을 남기지 않았으리라는 견해도 있다. 또한 갈렌이 헤로필로스의 생체 해부에 대해서는 언급하지 않는다는 점도 근거로 제기된다.
헤로필로스는 기원전 280년에 사망했다. 그의 해부학적 발견은 사후에도 이어져 갈레노스 등 후대 의사들이 중요하게 참고하였다. 이후 지식을 얻기 위한 체계적인 해부학은 서기 16세기에 안드레아스 베살리우스에 의해 부활하였다.